# Graham Ryding
Graham Ryding (* 16. Juni 1975 in Winnipeg) ist ein ehemaliger kanadischer Squashspieler.

## Karriere
Graham Ryding begann seine professionelle Karriere in der Saison 1992 und war bis 2007 auf der PSA World Tour aktiv. In dieser Zeit gewann er acht Tourtitel. Seine höchste Platzierung in der Weltrangliste erreichte er mit Rang 10 im November 1999. Seinen ersten großen Erfolg feierte er 1997 mit dem Gewinn der Bronzemedaille bei den World Games. Bei den Panamerikanischen Spielen gewann er 1999 und 2003 insgesamt vier Medaillen. 1999 gewann er in seiner Geburtsstadt Winnipeg sowohl im Einzel als auch mit der kanadischen Mannschaft die Goldmedaille. Im Einzelfinale besiegte er Jorge Gutiérrez Keen aus Argentinien. In Santo Domingo erreichte er 2003 erneut das Einzelfinale, unterlag dort aber seinem Landsmann Shahier Razik. Mit der Mannschaft gelang ihm der erneute Gewinn der Goldmedaille. Sein bestes Resultat bei einer Weltmeisterschaft im Einzel war das Erreichen des Halbfinals im Jahr 2004, welches er erst in der Verlängerung des fünften Satzes gegen Thierry Lincou verlor. Mit der kanadischen Nationalmannschaft wurde er 1997 hinter England Vizeweltmeister. Er nahm mit dieser außerdem an den Weltmeisterschaften 1995, 1999, 2001, 2003 und 2005 teil. Dreimal wurde Ryding kanadischer Meister.

## Erfolge
- Vizeweltmeister mit der Mannschaft: 1997
- Gewonnene PSA-Titel: 8
- World Games: 1 × Bronze (1997)
- Panamerikanische Spiele: 3 × Gold (Einzel und Mannschaft 1999, Mannschaft 2003), 1 × Silber (Einzel 2003)
- Kanadischer Meister: 3 Titel (1997, 1998, 2004)